# Артемида от Ефес
„Артемида от Ефес“ (на италиански: Artemide Efesia) е скулптура на богинята Артемида от жълт алабастър, висока 130 см, датирана от II век, с неизвестен автор, изложена в Национален археологически музей в Неапол, Италия.
Скулптурата представлява култов образ, който се намира в храма на Артемида в Ефес. Първоначално култовото изображение е било от абанос, покрито със скъпоценни дрехи и бижута, периодично подновявани чрез сложни церемонии.

## История
Скулптурата, открита във Вила Адриана в Тиволи, е копие от Адриановия период на почитаната статуя в светилището на Ефес. Нейната поза свидетелства за архаичната природа на иконографията. Артемида е богинята на лова и плодородието, и скулптурата ѝ е украсена с протоми (предна част) на лъвове, грифони, коне, бикове, пчели и цветя. Гърдите ѝ се характеризират с четири реда гърди (понякога се интерпретират като бикови скротуми) – символ на плодородието, а над тях в нагръдник е затворен от венец от Helichrysum italicum и жълъди, са показани две крилати женски фигури и символите на съзвездията Овен, Бик, Близнаци, Рак и Лъв. Типични за богинята са кръгълият диск зад главата, както и короната, тук под формата на кула или градски стени. Бронзовите глава, ръце и крака са резултат на реставрация от 19 век, извършена след прехвърлянето ѝ от Рим в Неапол.

## Описание
При различните копия от римската епоха могат да се открият свободни варианти както във формата, така и в дрехите на богинята.
В тази статуя изображението е облечено в хитон, затегнат под престилка, привързана с колан. На бюста се виждат нанизи от „гърди“, които в действителност представят бикови скротуми на биковете – жертвани за богинята. Кастрирането на тези жертвени животни показва силата, която богинята има над мъжете, и гаранцията, която предлага за тяхната плодовитост. Цилиндричната корона и ореолът са от алабастър, резултат от възстановителната работа на Алберто Албачини. Главата, краката и ръцете са от бронз, работата по възстановяването е на Джузепе Валадиер.